# Курорт Краинка (посёлок)
Курорт Кра́инка — посёлок в Суворовском районе Тульской области России.
В рамках административно-территориального устройства входит в Рождественскую сельскую территорию Суворовского района, в рамках организации местного самоуправления входит в Северо-Западное сельское поселение.
Бальнеологический и грязевой курорт.

## География
Расположен на левом берегу реки Черепеть, между деревней Краинка к востоку и селом Рождествено к западу, находясь в 11 км к юго-западу от города Суворов, в 7 км к востоку от города Чекалин.
Климат умеренный. Средняя температура июля +18°С, января −10°С. В год выпадает около 550 мм осадков.

## История
Посёлок возник как курорт Лихвинские минеральные воды в 1847 году. В начале 1850-х годов было построено здание грязелечебницы. В середине 1870-х годов курорт стал убыточным и был закрыт. Восстановлен курорт был лишь в 1925 году. В 1928 году Краинка получила статус курортного посёлка. В довоенные годы были построены несколько лечебных и спальных корпусов, клуб, столовая, электростанция. В ходе немецкой оккупации в 1941 году постройки курорта были частично разрушены. В 1942—1945 годах в Краинке размещался военный госпиталь. Вновь курорт стал работать с августа 1946 года. В 1962 году Краинка была преобразована в сельский населённый пункт — посёлок. С середины 1960-х годов началось бурное развитие курорта — строились новые корпуса, бурились новые скважины для добычи минеральных вод.
Посёлок входил в состав Черепетского сельского поселения. Законом Тульской области от 1 апреля 2013 года № 1901-ЗТО Черепетское сельское поселение, Песоченское сельское поселение и городское поселение рабочий посёлок Агеево были объединены в Северо-Западное сельское поселение.

## Курорт и минеральные воды
В Краинке расположены санатории «Краинка» и «Лихвинские воды» (открыт в 2010 году). Для лечения на курорте используются местные сульфатные, кальциевые и сульфатные кальциево-магниевые воды (Краинская) и торф. Основные направления лечебной деятельности — болезни органов движения и опоры, пищеварения, нервной системы; гинекология. Местные минеральные воды также разливаются в бутылки и поступают в продажу в разных городах России.

## Население
| 1939 | 1959 | 2002 | 2010 |
| ---- | ---- | ---- | ---- |
| 596  | ↘412 | ↗669 | ↘576 |